# Monôme (mathématiques)
Pour les articles homonymes, voir Monôme.

- Quand n est pair et a est positif: f(x) tend vers plus l'infini dans les deux directions,
- Quand n est pair et a est négatif: f(x) tend vers moins l'infini dans les deux directions,
- Quand n est impair et a est positif: si x tend vers moins l'infini, f(x) tend vers moins l'infini, et, si x tend vers plus l'infini, f(x) tend vers plus l'infini,
- Quand n est impair et a est négatif: si x tend vers moins l'infini, f(x) tend vers plus l'infini, et, si x tend vers plus l'infini, f(x) tend vers moins l'infini.

En mathématiques, le terme de monôme désigne une expression algébrique ne comportant qu'un seul terme (binômes : deux termes, trinômes : trois termes…).

## Polynôme
En algèbre, un monôme est un polynôme dont un seul coefficient est non nul. Autrement dit, c'est un polynôme particulier qui s'exprime sous la forme d'un produit d'indéterminées (notées X, Y…) affecté d'un coefficient.
Exemples
- {\displaystyle 5X^{3},\;7X^{2},\;-2X,\;-10X^{0}=-10}

 sont des monômes en une indéterminée.
- {\displaystyle \alpha X^{i}Y^{j}} est un monôme de degré {\displaystyle i+j}, en deux indéterminées.

Chaque polynôme se décompose en somme de monômes.
Le monôme dominant d'un polynôme en une indéterminée est son monôme de plus haut degré. Son coefficient est appelé le coefficient dominant du polynôme.

## Logique
En logique, un monôme est une conjonction de littéraux. Une disjonction de monômes est une forme normale disjonctive.
Quelques exemples de monômes, avec {\displaystyle X_{i}} un littéral :
{\displaystyle X_{1}\wedge \neg X_{0}}
{\displaystyle X_{2}\wedge X_{1}\wedge X_{0}}
{\displaystyle \neg X_{2}\wedge \neg X_{1}\wedge \neg X_{0}}